# Serinus nigriceps
Serinus nigriceps é uma espécie de ave da família Fringillidae.
Apenas pode ser encontrada na Etiópia.
Os seus habitats naturais são: campos de altitude subtropicais ou tropicais.